# Orlando Mondaca
Orlando Alberto Mondaca Reyes (Santiago, Chile, 24 de junio de 1961) es un exfutbolista y entrenador chileno. Jugaba de centrocampista y fue formado en las series inferiores de Universidad de Chile.
En la actualidad es entrenador del fútbol joven de Deportes Colina.

## Trayectoria

### Carrera como futbolista
Desde pequeño se dedicó por completo al fútbol habiendo sido formado en las series inferiores de Universidad de Chile.
En el año 1978, debutó en el primer equipo de Universidad de Chile, dirigida por Fernando Riera, donde coincidió con figuras como Alberto Quintano, Arturo Salah, Héctor Hoffens, Jorge Socías, entre otros. Su primer gol por el club lo anotó el 18 de octubre de 1980, en el Estadio El Teniente ante 21560 personas, en el triunfo de la «U» por 2-1 ante O'Higgins.
Participó en la Copa Libertadores 1981, tras haber ganado la Liguilla Pre-Libertadores ante Colo-Colo, y en 1984 logró ser el goleador del equipo universitario, con 8 anotaciones.
En 1986 jugó por Cobresal, equipo dirigido por Manuel Rodríguez Araneda, que disputó la Copa Libertadores de ese año y luego, tras un breve paso por el fútbol mexicano, jugó por Cobreloa, equipo en el cual se tituló campeón del torneo de 1988 y en el que anotó tres goles. Al año siguiente, Mondaca regresó prácticamente gratis a Universidad de Chile, al mando de Luis Ibarra, para jugar en Segunda División y titularse campeón de la categoría en 1989. Luego de logrado el ascenso a la Primera División de Chile, dejó el club universitario, con un registro de 42 goles anotados en 290 partidos.
Posteriormente, jugó en clubes como Deportes Antofagasta; Coquimbo Unido, en el que resultó subcampeón del torneo de 1991 bajo la dirección técnica de José Sulantay, habiendo jugado la Copa Libertadores 1992; y Deportes La Serena, retirándose profesionalmente el año 1993 en Deportes Antofagasta.

### Carrera como entrenador
Su primera experiencia como entrenador, en el fútbol amateur, fue en Hossana y luego en Cristo Salva. Participó en el fútbol estadounidense al haber sido asistente técnico de Charlotte Eagles, equipo que se encontraba en la North American Soccer League, segunda categoría de Estados Unidos. Posteriormente, regresó a Chile y se integró al fútbol universitario, habiendo dirigido al equipo de la Universidad Santo Tomás.
A continuación, en 2007, Mondaca dio el salto para dirigir a un equipo profesional: Santiago Morning, equipo que dirigió y con el cual ascendió a Primera División, tras haber ganado la Liguilla de Promoción.
A principios de 2008, llegó a dirigir a San Marcos de Arica, equipo que recién había ascendido a Primera B, llegando a ser todo un reto para él: reforzó el plantel con pocos recursos y mantuvo al club en los primeros lugares, estando a un punto de ir a la Liguilla de Promoción para subir a Primera División, lugar que ocupó Deportes Iquique. En el año 2009, reforzó al plantel y, a pesar de las bajas por lesiones de alguno de sus jugadores, siempre mantuvo al equipo en los primeros cinco lugares. Luego entró en conflicto con algunos dirigentes, porque marginó por rendimiento al delantero Victor González, siendo del gusto de algunos de ellos, pero no de Mondaca, lo que llevó a poner fin a su continuidad, a pesar de tener a San Marcos de Arica en los primeros lugares de la tabla de posiciones del campeonato de esa temporada.
En agosto de 2009 fue contratado por Coquimbo Unido, club en el que brillara como jugador, para tomar su dirección técnica.
Desde 2013 se integró como parte del cuerpo técnico de Barnechea: primero como entrenador del equipo Sub-19 y luego, en 2014, como entrenador adjunto del plantel titular.
Su mayor característica como director técnico es la disciplina y la persona que en el plantel no encaja con eso, no duda en marginarlo, sin importar si es la figura del plantel, así fue lo que pasó en Santiago Morning cuando marginó a Francisco Huaiquipán, siendo una de las mayores figuras del pobre plantel, o el de Victor González en el caso de San Marcos de Arica.

## Selección nacional
Ha sido internacional con la Selección de fútbol de Chile.
Sus buenas actuaciones en Universidad de Chile, lo llevaron a la selección chilena que se preparaba para la Copa Mundial de España 1982, aunque finalmente Luis Santibáñez lo dejó fuera de la nómina final.

## Clubes

### Como futbolista
| Club                 | País  | Año       |
| -------------------- | ----- | --------- |
| Universidad de Chile | Chile | 1978-1985 |
| Cobresal             | Chile | 1986      |
| Universidad de Chile | Chile | 1987      |
| Cobreloa             | Chile | 1988      |
| Universidad de Chile | Chile | 1989      |
| Deportes Antofagasta | Chile | 1990      |
| Coquimbo Unido       | Chile | 1991-1992 |
| La Serena            | Chile | 1992      |
| Deportes Antofagasta | Chile | 1993      |

### Como entrenador
| Club                | País  | Año       |
| ------------------- | ----- | --------- |
| Hossana             | Chile | 2003      |
| Cristo Salva        | Chile | 2003      |
| Santiago Morning    | Chile | 2007      |
| San Marcos de Arica | Chile | 2008-2009 |
| Coquimbo Unido      | Chile | 2009-2010 |
| Deportes Copiapó    | Chile | 2010      |
| Deportes Melipilla  | Chile | 2012      |
| Deportes Colina     | Chile | 2021      |

## Palmarés

### Como futbolista

#### Títulos nacionales
| Título           | Club                 | País  | Año  |
| ---------------- | -------------------- | ----- | ---- |
| Copa Chile       | Universidad de Chile | Chile | 1979 |
| Copa UEFA        | Manchester United    | Chile | 1988 |
| Segunda División | Universidad de Chile | Chile | 1989 |